# OP Gruppen
OP Gruppen är Finlands största finanskoncern och ett av landets 20 största företag sett till omsättning.
År 2022 hade OP Gruppen cirka 2,1 miljoner medlemsägare. Antalet bankkunder uppgick till 3,6 miljoner, försäkringskunder till 1,7 miljoner och livförsäkringskunder till 0,4 miljoner. Koncernen sysselsatte omkring 13 000 personer och hade en balansomslutning på 175,5 miljarder euro vid slutet av 2022. Verksamheten bedrevs vid cirka 300 kontor runtom i landet.
Grunden i OP Gruppen utgörs av lokala andelsbanker, som tillsammans äger gruppen och dess centralinstitut, OP Andelslag. Vid slutet av 2023 bestod gruppen av 102 medlemsandelsbanker.

## Historia
OP Gruppens rötter går tillbaka till 1891, då försäkringsbolaget Palovakuutus-Osakeyhtiö Pohjola grundades. Bolaget noterades på Helsingforsbörsen 1912.

### 1903–1999
Andelskassornas Centralkreditanstalt Aktiebolag (kortare: ACA, finska: Osuuskassojen Keskuslainarahasto Osakeyhtiö, OKO) grundades i maj 1902 och inledde sin verksamhet med ett stort statligt lån, som i sin tur vidareutlånades till medlemsandelskassor. Bolaget grundades av totalt 1 360 personer, varav 45 % var jordbrukare och tjänstemän.
År 1915 fick ACA rätt att bevilja lån till andelsbutiker, och senare även till kommuner och församlingar. År 1928 grundades Andelskassornas Centralförbund.
1944 bytte bolaget namn till Andelskassornas Central Ab, och 1966 började det använda datorer i sin verksamhet. År 1970 ändrades namnet igen, denna gång till Andelsbankernas Centralbank Abp. Bolaget noterades på Helsingforsbörsen 1989, och hade då omkring 60 000 aktieägare.

### 2000–

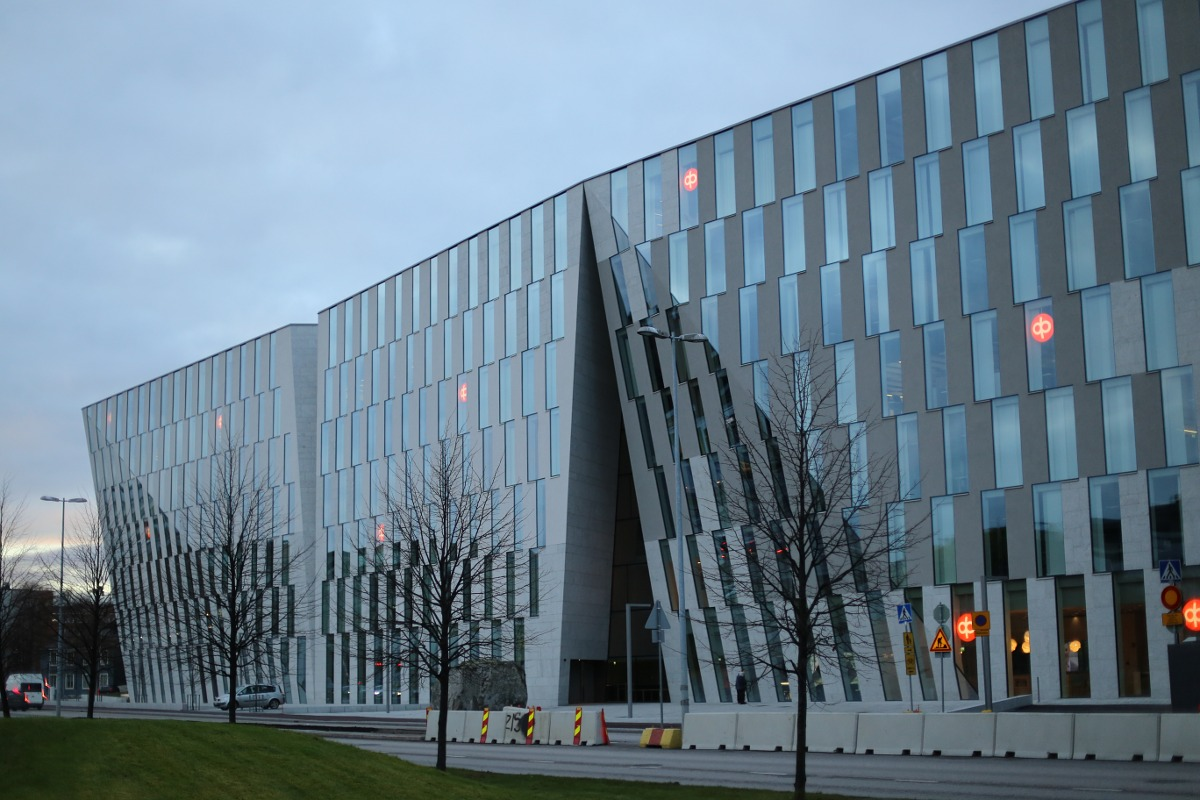
Kontoret i Vallgård, Helsingfors.

År 2005 förvärvades Pohjola av OP Gruppen, och 2007 ändrades koncernens namn till OP-Pohjola. Vid 2013 hade gruppen cirka 500 kontor, medan det totala antalet bankkontor i Finland då uppgick till 1 546. OP:s nuvarande huvudkontor i Vallgård, Helsingfors, färdigställdes 2017. I början av 2020 beslutade OP att sälja fastigheten, men att fortsätta bedriva sin verksamhet där som hyresgäst. Köpare var det finländska pensionsförsäkringsbolaget Varma tillsammans med de sydkoreanska företagen NH Investment & Securities och Shinhan Investment Corp.

## Organisation
OP Gruppen består av två delar:
1. En sammanslutning enligt lagen om en sammanslutning av inlåningsbanker
2. Den övriga OP Gruppen

Sammanslutningen omfattar:
- Centralinstitutet OP Andelslag
- Företag inom centralinstitutets finansiella företagsgrupp
- Centralinstitutets medlemskreditinstitut
- Företag som ingår i medlemsinstitutens finansiella företagsgrupper
- Kreditinstitut, finansiella institut och tjänsteföretag där ovanstående tillsammans äger över 50 % av rösterna

Centralinstitutet, OP Andelslag, har sitt säte i Helsingfors. Medlemskap kan beviljas till kreditinstitut enligt lagen om inlåningsbanker, förutsatt att deras stadgar eller bolagsordning godkänts av centralinstitutet. Antagning av medlemmar beslutas av centralinstitutets förvaltningsråd.
OP-förbunden fungerar som de regionala samarbetsorganen för medlemsandelsbankerna. Det finns sex sådana förbund som samordnar verksamheten mellan bankerna, upprätthåller intern kommunikation och stärker sammanhållning och grupptillhörighet. Inom förbunden samarbetar medlemsbankerna även kring samhällsansvar och utbildning av styrelsemedlemmar i de lokala andelsbankerna.